# Eric Schweig
Eric Schweig (geboren als Ray Dean Trasher; * 19. Juni 1967 in Inuvik, Northwest Territories) ist ein kanadischer Schauspieler.
Bekannt wurde er vor allem durch seine Rolle als Chingachgooks Sohn Uncas in Der letzte Mohikaner (1992).

## Leben
Eric Schweig wurde am 19. Juni 1967 in Inuvik geboren und stammt mütterlicherseits von Inuit, väterlicherseits von Deutschen ab. Er wurde schon im Alter von sechs Monaten von einer Englisch sprechenden deutsch-französischen Familie adoptiert, was er später als „staatlich genehmigtes Kidnapping“ bezeichnete. Seine biologische Mutter starb 1989 an den Folgen von Alkoholismus, ohne ihren Sohn wiedergesehen zu haben. Bis zu seinem sechsten Lebensjahr lebte er in Inuvik, dann zog er mit seiner Familie zunächst nach Bermuda und später nach Combermere, Ontario. Seine Adoptiveltern misshandelten ihn regelmäßig. Mit 16 Jahren riss er von zu Hause aus, ging nach Toronto und verdiente sich seinen Lebensunterhalt dort als Gerüstbauer.
1987 wurde er zufällig von einem Filmproduzenten entdeckt, der ihn für eine Rolle im Film The Shaman´s Source (1990) vorschlug. Ohne je eine schauspielerische Ausbildung absolviert zu haben, setzte er sich gegen seine Konkurrenten durch und übernahm im Film die Rolle des Robert Cow. Dies brachte seine Filmkarriere ins Rollen.
Neben Auftritten in diversen Fernsehserien trat er sporadisch auch in Bühnenproduktionen wie The cradle will fall und A glass Tiger auf. Bekannt wurde er vor allem durch die Rolle des Uncas in Michael Manns Film Der letzte Mohikaner aus dem Jahr 1992.
Schweig wurde danach aufgrund seines Aussehens immer wieder in typischen indianischen Rollen (Zitat: „… mit Pfeil und Bogen im Lendenschurz durch den Wald rennend.“) besetzt. Um dieser einseitigen Rollenfestlegung (Type-Casting) entgegenzuwirken und seiner Karriere neue Impulse zu geben, entschied er sich letztendlich dazu, seine langen schwarzen Haare abzuschneiden.
Im Laufe seiner Karriere identifizierte er sich immer mehr mit seiner indianischen Abstammung. In Schulen hält er Vorlesungen in sogenannten Outreach-Programmen zu Themen wie Rassismus, Alkoholismus und Depression unter den indigenen Stämmen Nordamerikas. Schweig widmet sich außerdem mit Leidenschaft der Schnitzerei von spiritistischen und indianischen Masken. Darüber hinaus beherrscht er einige Instrumente wie Gitarre, Schlagzeug und Harmonica.

## Filmografie (Auswahl)
- 1990: The Shaman’s Source
- 1992: Der lange Weg des Lukas B. (By Way of the Stars, Miniserie)
- 1992: Der letzte Mohikaner (The Last of the Mohicans)
- 1993: Die Flammen des Krieges (For Love and Glory, Fernsehfilm)
- 1993: The Broken Chain (Fernsehfilm)
- 1994: Squanto: A Warrior’s Tale
- 1994: Der Traum von Apollo XI (Pontiac Moon)
- 1995: Herz einer Unbeugsamen (Follow the River, Fernsehfilm)
- 1995: Der scharlachrote Buchstabe (The Scarlet Letter)
- 1995: Tom und Huck (Tom and Huck)
- 1996: Die Liebenden vom Red River Red River (Les amants de rivière rouge, Miniserie)
- 1996: Dead Man’s Walk – Der tödliche Weg nach Westen (Dead Man’s Walk, Fernsehfilm)
- 2000: Big Eden
- 2002: Skins
- 2003: Mr. Barrington
- 2003: Cowboys and Indians: The J.J. Harper Story (Fernsehfilm)
- 2003: The Missing
- 2005: Into the West – In den Westen (Into the West, Miniserie)
- 2005: Es lauert (It Waits)
- 2005: Shania: A Life in Eight Albums (Fernsehfilm)
- 2006: Indian Summer: The Oka Crisis (Miniserie)
- 2006: Mr. Soul (Fernsehfilm)
- 2006: One Dead Indian (Fernsehfilm)
- 2006: Not Like Everyone Else (Fernsehfilm)
- 2007: Bury my Heart at Wounded Knee (Fernsehfilm)
- 2009: Blackstone (Fernsehfilm)
- 2009: Kissed by Lightning
- 2009–2011: Cashing In (Fernsehserie, 20 Folgen)
- 2010: Casino Jack
- 2010: A Flesh Offering
- 2011–2013: Blackstone (Fernsehserie, 23 Folgen)
- 2013: Maïna

## Preise
- 2000: Grand Jury Award L.A. Outfest in der Kategorie Outstanding Actor in a Feature Film für Big Eden[4]
- 2011: Nominierung in der Kategorie Best Lead Performance by a Male in a Dramatic Series für Blackstone